# 劉琦 (東漢)

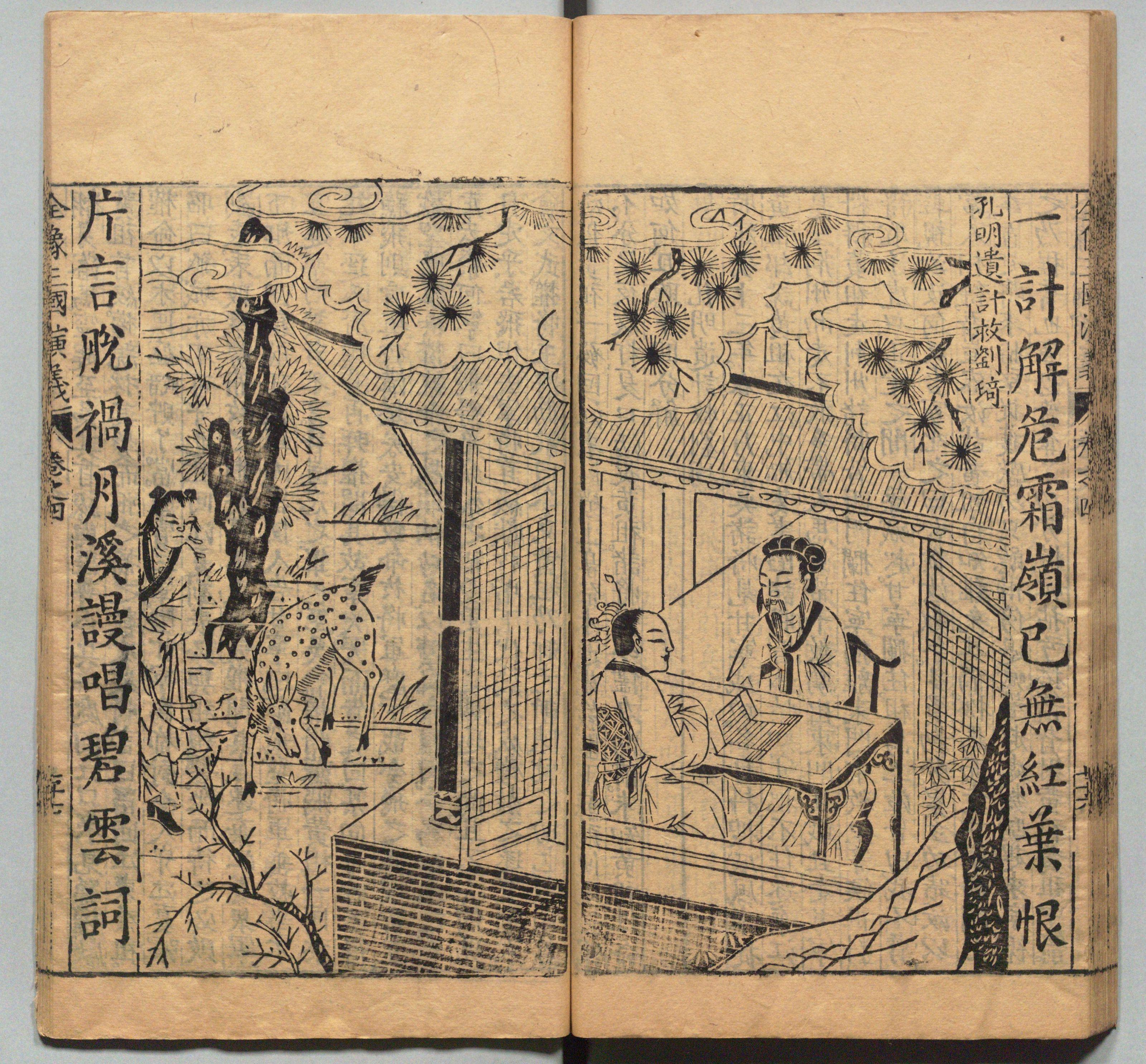
周曰校插图版《三国志通俗演义》中的诸葛亮献计刘琦

劉琦（？—209年），東漢兗州山陽郡高平縣（今山東省濟寧市微山縣西北）人，荊州牧劉表的長子。

## 生平
劉琦是荊州牧劉表的長子，在早年很受劉表的喜愛。其弟劉琮妻子是劉表後妻蔡氏姪女，蔡氏想劉琮取代劉琦，多次在劉表面前說劉琦壞話，還聯合弟弟蔡瑁、劉表外甥張允等向劉表進讒言，劉表漸漸認為劉琦不好:126。蔡氏、蔡瑁是親曹派；劉琦非常器重諸葛亮，諸葛亮「雖志恢宇宙而終不北向」，是堅決反曹派:126。
劉琦找諸葛亮請教自安之術，一開始諸葛亮只是搪塞應付，劉琦便邀請諸葛亮到他家作客:127。劉琦上屋抽梯，迫使諸葛亮授以對策。諸葛亮問劉琦：「君不見申生在內而危，重耳在外而安乎？（您沒看到春秋時期申生留在國內而遇危險，但重耳（晉文公）在外地而得安全嗎？）」:128劉琦恍然大悟，決意離開襄陽，到劉表處要求出外任職，正好黃祖剛死不久，劉表便讓劉琦擔任江夏太守:128。
建安十三年（208年），劉琦成功逃過了後母蔡氏和蔡瑁的陷害，並為他日逃亡的劉備建立避戰之所。劉表病重，劉琦立即從江夏趕回探視，蔡氏、蔡瑁、張允等人知道劉琦性慈孝，害怕劉表把後事託給他，便定計阻撓劉琦與劉表見面，劉琦只好返回江夏。曹操「顯出宛、葉而間行輕進，以掩其不意」，劉表病情急轉直下，八月便死去:137。劉琮將劉表的成武侯印綬給劉琦，劉琦動怒，將印綬扔在地上。劉琦想趁奔喪發難，便在江夏屯兵:137。劉琦聞劉備軍到來，率軍前去迎接，將劉備迎到夏口。
赤壁之戰後，孫劉聯軍出兵荊州，劉備全力占據荊州江南四郡，並上表漢獻帝奏請劉琦為荊州刺史。劉琦於建安十四年（209年）病逝，其墓在江夏。劉琦的部下支持劉備繼任荊州刺史。

## 評價
- 曹操：「生子當如孫仲謀（孫權），劉景升（劉表）兒子若豚犬耳！」（《三國志‧吳書》）
- 魚豢：「琦性慈孝。」（《典略》）
- 蔡东藩：「曹操谓生子至如孙仲谋，若刘景升诸儿，与豚犬等，原非虚言。」（《后汉演义》）

## 家庭

### 父
- 劉表

### 母
- 生母正史不載其姓名，演義作陳氏
- 蔡氏（後母）

### 弟妹
- 劉琮
- 劉修（字季緒）
- 劉氏（嫁王粲族兄王凱）

## 影視
- 香港亞洲電視電視劇《諸葛亮》（1985年）：何家勁
- 中國中央電視台電視劇《三國演義》（1994年）：尹力
- 台灣華視電視劇《關公》（1996年）：衛國泰
- 中國電視劇《三国》（2010年）：樊營
- 香港無線電視台電視劇《回到三國》（2012年）：胡諾言

## 動漫作品
- 漫畫《蒼天航路》（王欣太）
- 漫畫《火鳳燎原》（陳某）